# Lincoln Center (Kansas)
Lincoln Center város az USA Kansas államában. Lakosainak száma 1171 fő (2020. április 1.).

## Népesség
A település népességének változása:

| 2010 | 1 297 |
| 2020 | 1 171 |